# Araneus yadongensis
Araneus yadongensis är en spindelart som beskrevs av Hu 200. Araneus yadongensis ingår i släktet Araneus och familjen hjulspindlar. Inga underarter finns listade i Catalogue of Life.